# ليندسي ريدجواي
ليندسي ريدجواي (بالإنجليزية: Lindsay Ridgeway)‏ هي ممثلة أمريكية، ولدت في 22 يونيو 1985 في ريفرسايد في الولايات المتحدة.

## أعمال

### مسلسلات
- بوي ميتس ورلد

## وصلات خارجية
- ليندسي ريدجواي على موقع IMDb (الإنجليزية)
- ليندسي ريدجواي على موقع قاعدة بيانات الفيلم (الإنجليزية)